# Édouard Ngirente
Édouard Ngirente (22 de febrero de 1973) es un economista y político ruandés. Es el Primer Ministro de Ruanda, desde el 30 de agosto de 2017, y ha sido designado por el Presidente de Ruanda, Paul Kagame.

## Biografía

### Primeros años y educación
Nació en Ruanda en 1973. Estudió en la Universidad Nacional de Ruanda, donde se graduó con una licenciatura en economía y estadística. Lo siguió con una maestría en economía de la misma institución. También posee un doctorado en economía otorgado por la Universidad Católica de Lovaina en Bélgica.

### Trayectoria
Dio conferencias en la Universidad Nacional de Ruanda hasta el 2010. Luego fue nombrado director general a cargo de la planificación en el Ministerio de Finanzas y Planificación Económica. Fue ascendido a asesor sénior en el mismo ministerio dentro de un año. El 30 de marzo de 2011, el Gabinete le otorgó una licencia indefinida para ocupar un cargo como asesor principal del director ejecutivo del Banco Mundial en Washington. 
Fue nombrado Primer Ministro el 30 de agosto de 2017.